# Mycale raphidiophora
Mycale raphidiophora är en svampdjursart som beskrevs av Jörn Hentschel 1911. Mycale raphidiophora ingår i släktet Mycale och familjen Mycalidae. Inga underarter finns listade i Catalogue of Life.